# Grundtvigianismus

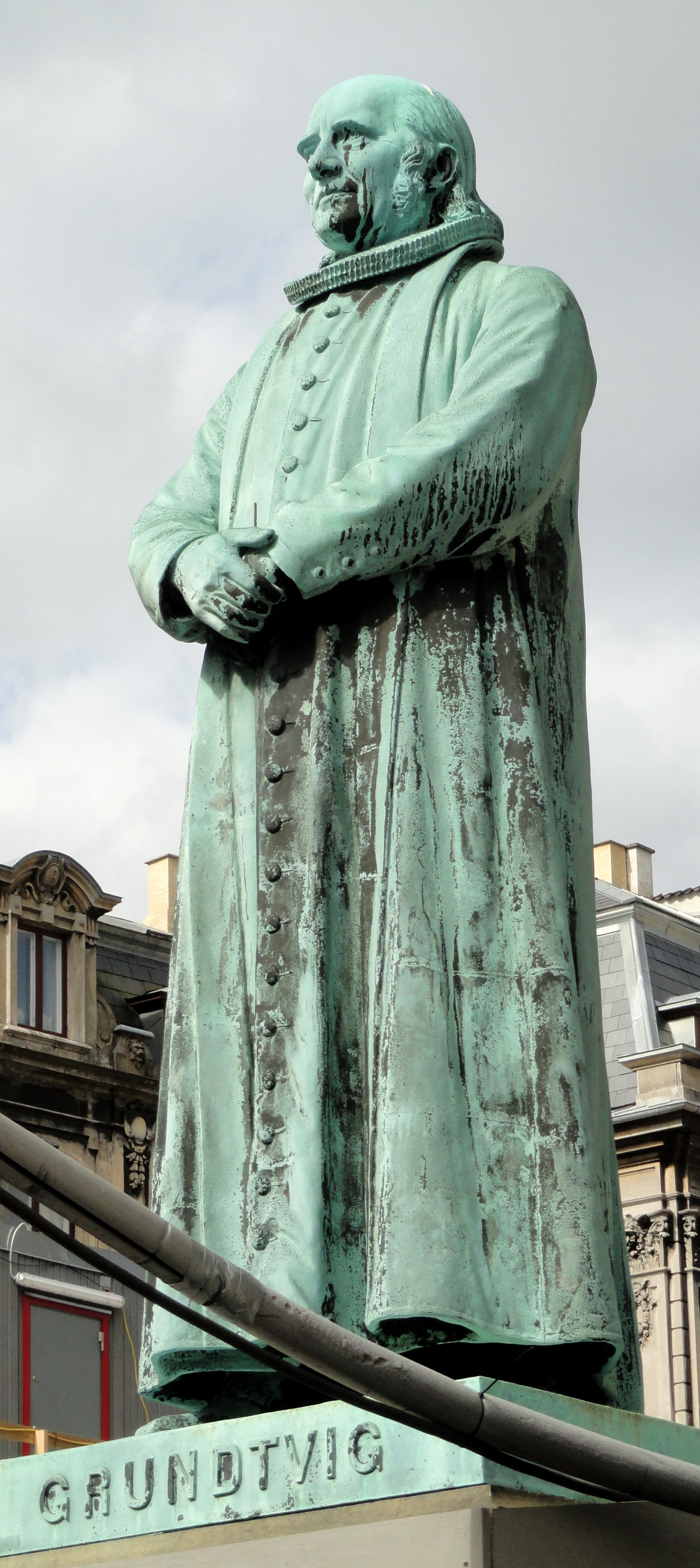
Grundtvig-Denkmal in Kopenhagen (Vilhelm Bissen, 1894)

Der Grundtvigianismus ist eine Richtung innerhalb der Dänischen Volkskirche. Er hat seinen Ausgangspunkt bei dem dänischen Pfarrer, Kirchenlieddichter und Autor N. F. S. Grundtvig (1783–1872) und seiner Auffassung von Christentum, Kultur, Kirche und Vaterland. Neben der auf Bekehrung und Heiligung ausgerichteten Indre Mission (Innere Mission) war der liberalere und optimistischere Grundtvigianismus eine der beiden wichtigsten dänischen Erweckungsbewegungen im 19. Jahrhundert. Er wird auch als „des Landmanns fröhliches Christentum“ (gårdmændenes glade kristendom) bezeichnet.

## Eigenart
Für Grundtvig und den Grundtvigianismus ist christliche Volksbildung das zentrale Anliegen. Dabei wird Religion weniger dogmatisch als vielmehr volkhaft aufgefasst. Ziel ist die Integration von nationalem Erbe und romantischem Gefühl in das kirchliche und private religiöse Leben. Damit stand die Bewegung in Gegensatz zum Rationalismus, aber auch zum konfessionalistischen Neuluthertum. Unter den skandinavischen Einwanderern in Nordamerika führte dieser Gegensatz sogar zu einer Spaltung der lutherischen Gemeinden.